# 梵净山华甲腹茧蜂
梵净山华甲腹茧蜂（学名：Siniphanerotomella fanjingshana），茧蜂科华甲腹茧蜂属的模式种，分布于中国贵州省梵净山，是中国特有种。
本种于2023年被收录入《有重要生态、科学、社会价值的陆生野生动物名录》。